# Ligne Hokushin
La ligne Hokushin (北神線, Hokushin-sen) est une ligne du métro municipal de Kobe au Japon. Longue de 7,5 km, elle relie les stations de Tanigami et de Shin-Kōbe et permet de prolonger la ligne Seishin-Yamate vers le nord de la ville. Sur les cartes, la ligne est identifiée avec la lettre S et sa couleur est marron.

## Histoire
La ligne Hokushin est ouverte le 2 avril 1988 par la compagnie Hokushin Kyuko Railway. Le 1er avril 2002, la compagnie Kobe Rapid Transit Railway devient propriétaire de la ligne tandis que Hokushin Kyuko Railway continue à être exploitant. Le 1er juin 2020, le Bureau des transports municipaux de Kobe devient le propriétaire et l'exploitant de la ligne Hokushin qui devient une ligne à part entière du métro municipal de Kobe,.

## Caractéristiques

### Ligne
- Écartement : 1 435 mm
- Alimentation : 1 500 V par caténaire
- Vitesse maximale : 75 km/h

### Interconnexion
La ligne est interconnectée avec la ligne Seishin-Yamate à Shin-Kōbe.

### Stations
La ligne Hokushin comporte 2 stations.
| Numéro | Station   | Nom japonais | Distance (km) | Correspondances                                                                      | Localisation | Localisation |
| ------ | --------- | ------------ | ------------- | ------------------------------------------------------------------------------------ | ------------ | ------------ |
| S01    | Tanigami  | 谷上         | 0             | Shintetsu : Arima                                                                    | Kita-ku      | Kobe         |
| S02    | Shin-Kōbe | 新神戸       | 7,5           | Métro municipal de Kobe : Seishin-Yamate (interconnexion) JR West : Shinkansen Sanyō | Chūō-ku      | Kobe         |

## Matériel roulant

### En service
Les modèles suivants circulent sur la ligne Hokushin.

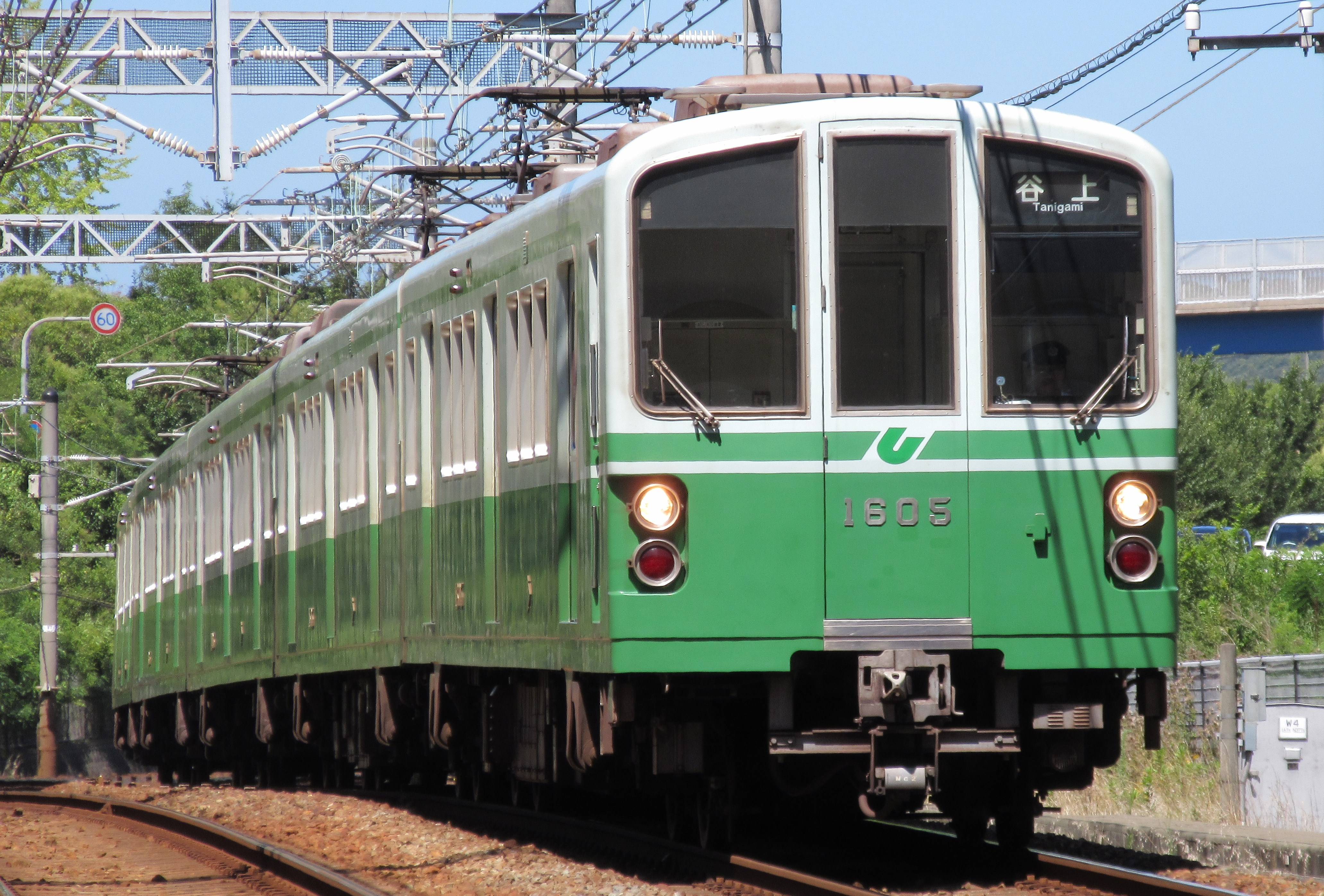
série 1000
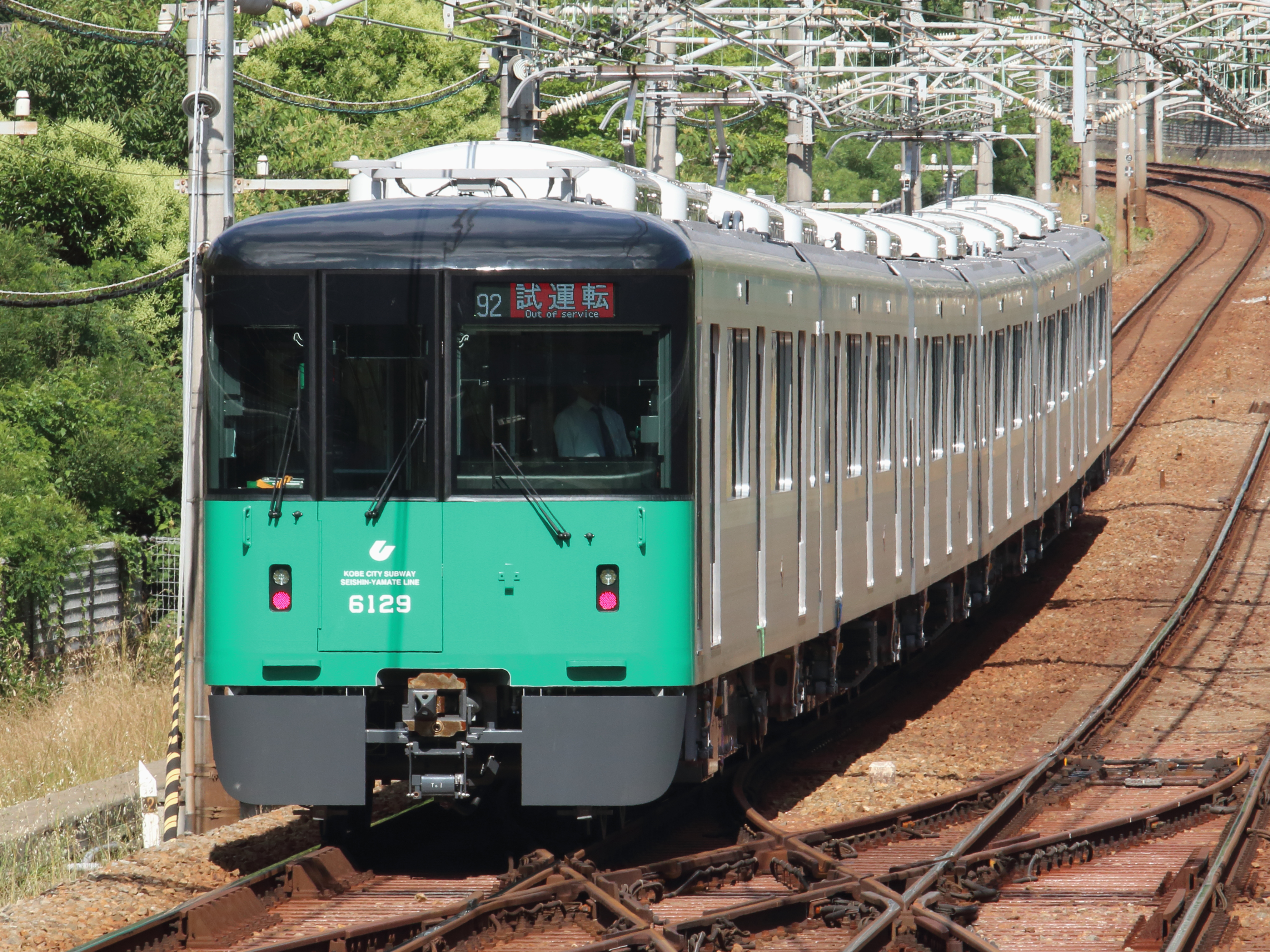
série 6000
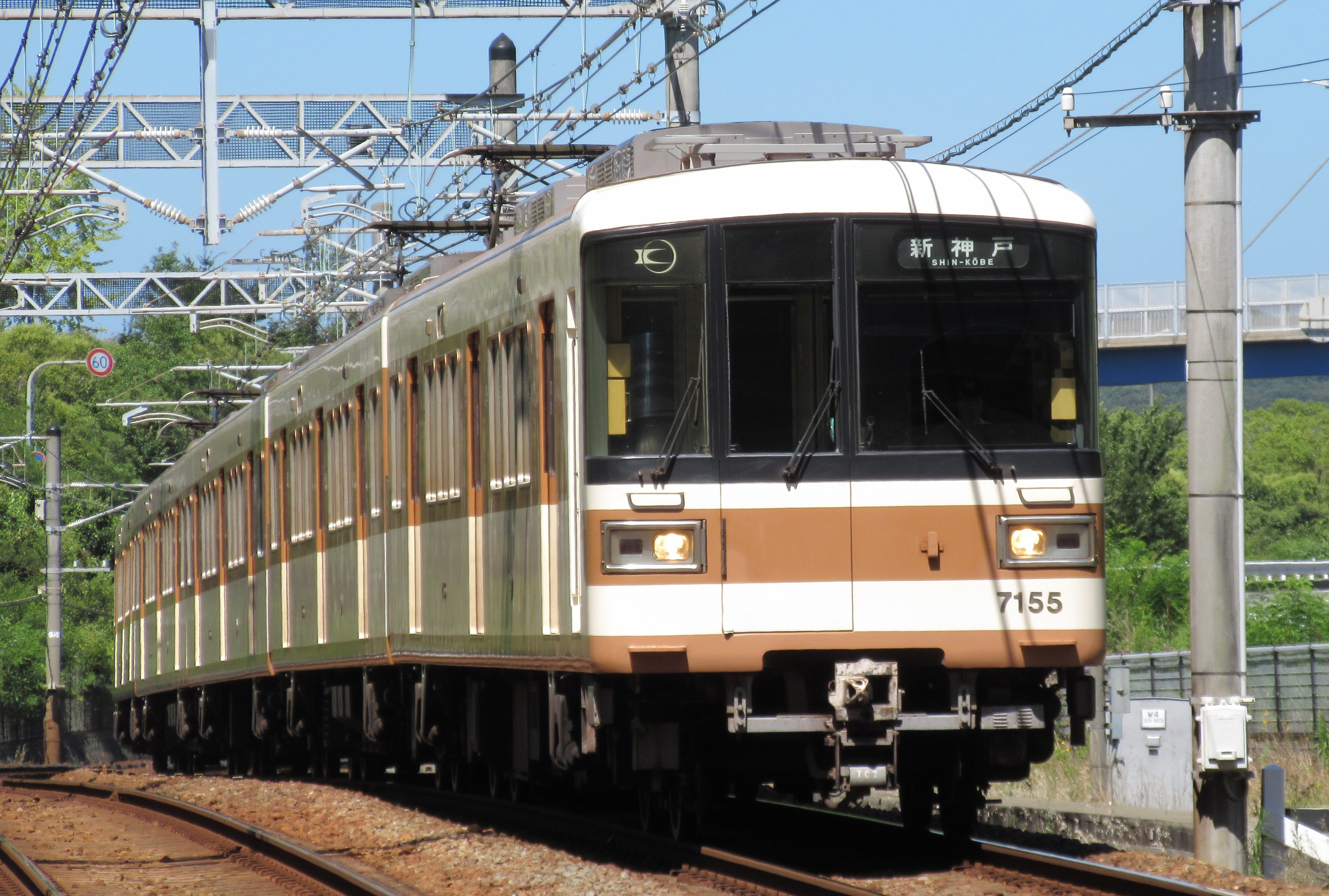
série 7000

### Retiré du service

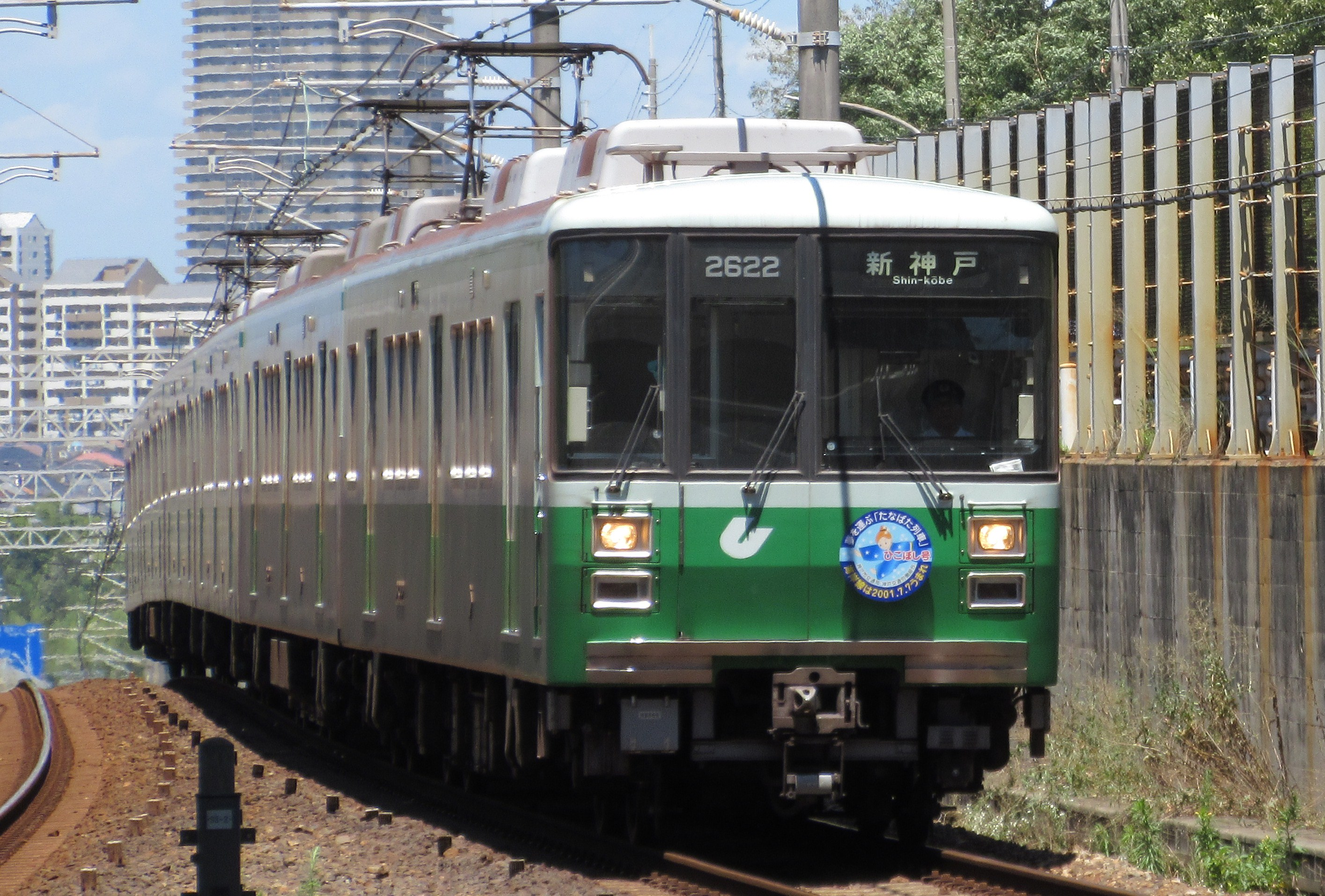
série 2000
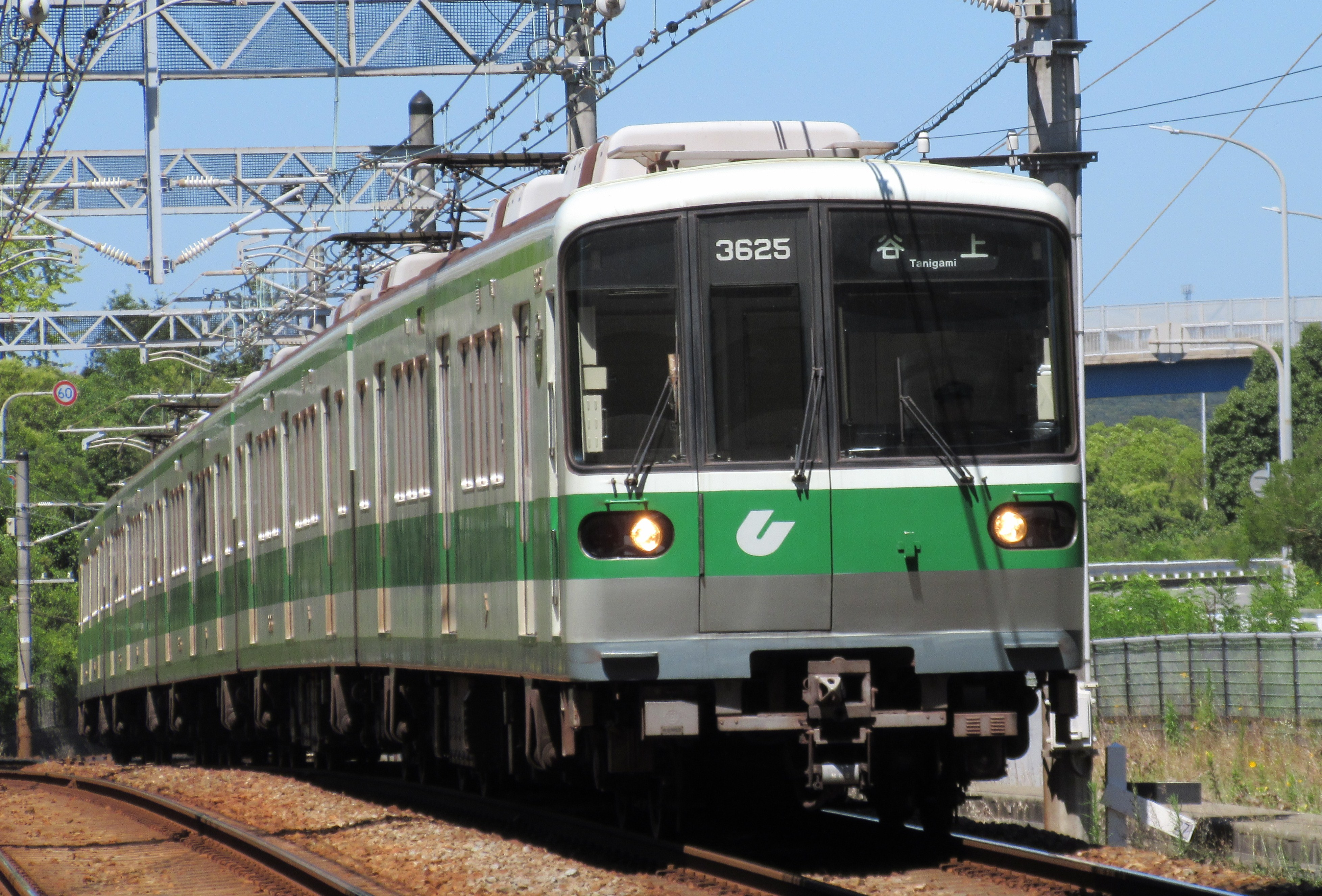
série 3000